# Szombathely Crushers 2024
Questa voce raccoglie le informazioni riguardanti i Szombathely Crushers nelle competizioni ufficiali della stagione 2024.

## Divízió I 2024

### Stagione regolare
| Szombathely 7 aprile 2024, ore 15:00 1ª giornata | Szombathely Crushers | 34 – 7 | Budapest Cowbells 2 | SZSE pálya |

| Szombathely 20 aprile 2024, ore 15:00 3ª giornata | Szombathely Crushers | 0 – 9 | CFS Guardians | SZSE pálya |

| Tatabánya 4 maggio 2024, ore 15:00 5ª giornata | Tatabánya Mustangs | 25 – 8 | Szombathely Crushers | Olimpiai sportpálya |

| Szombathely 11 maggio 2024, ore 15:00 6ª giornata | Szombathely Crushers | 18 – 21 | Dabas Sparks | SZSE pálya |

| Diósd 25 maggio 2024, ore 15:00 8ª giornata | Diósd Saints | 35 – 0 | Szombathely Crushers | Diósd Pacsirta utca |

| Budapest 15 giugno 2024, ore 15:00 11ª giornata | Budapest Titans 2 | 20 – 8 | Szombathely Crushers | Szabadkikötő SE |

## Statistiche di squadra
| Competizione      | %Vittorie | In casa | In casa | In casa | In casa | In casa | In casa | In trasferta | In trasferta | In trasferta | In trasferta | In trasferta | In trasferta | Totale | Totale | Totale | Totale | Totale | Totale |
| Competizione      | %Vittorie | G       | V       | N       | P       | Pf      | Ps      | G            | V            | N            | P            | Pf           | Ps           | G      | V      | N      | P      | Pf     | Ps     |
| ----------------- | --------- | ------- | ------- | ------- | ------- | ------- | ------- | ------------ | ------------ | ------------ | ------------ | ------------ | ------------ | ------ | ------ | ------ | ------ | ------ | ------ |
| Stagione regolare | .167      | 3       | 1       | 0       | 2       | 52      | 37      | 3            | 0            | 0            | 3            | 16           | 80           | 6      | 1      | 0      | 5      | 68     | 117    |
| Totale            | .167      | 3       | 1       | 0       | 2       | 52      | 37      | 3            | 0            | 0            | 3            | 16           | 80           | 6      | 1      | 0      | 5      | 68     | 117    |